# Distrikt Curicaca
Der Distrikt Curicaca liegt in der Provinz Jauja in der Region Junín in Zentral-Peru. Der Distrikt wurde am 2. Mai 1962 gegründet. Er besitzt eine Fläche von 65,5 km². Beim Zensus 2017 wurden 1504 Einwohner gezählt. Im Jahr 1993 lag die Einwohnerzahl bei 1868, im Jahr 2007 bei 1756. Sitz der Distriktverwaltung ist die 3532 m hoch gelegene Ortschaft El Rosario mit 211 Einwohnern (Stand 2017). El Rosario befindet sich 19 km westlich der Provinzhauptstadt Jauja.

## Geografische Lage
Der Distrikt Curicaca befindet sich im Andenhochland im zentralen Nordwesten der Provinz Jauja. Er erstreckt sich entlang dem linken Flussufer des nach Südosten fließenden Oberlaufs des Río Mantaro.
Der Distrikt Curicaca grenzt im Süden an den Distrikt Llocllapampa, im Südwesten an den Distrikt Canchayllo, im Nordwesten an den Distrikt La Oroya (Provinz Yauli), im Nordosten an den Distrikt Pomacancha sowie im Osten an den Distrikt Janjaillo.

## Ortschaften
Im Distrikt gibt es neben dem Hauptort folgende größere Ortschaften:
- Chacopampa (325 Einwohner)
- San Francisco (250 Einwohner)